# Центр вуличних культур
Громадська організація “Центр вуличних культур” (також відома як Платформа вуличних культур Street Culture) —  платформа, яка об'єднує різні форми вуличних культур. Створена у 2015 році командою друзів: Георгієм (Єгором) Матюхіним, Валерієм Бичковим та Віктором Чулановським. Проводить найбільші в Україні фестивалі вуличних культур, разом із ГО «Міські реформи» створює унікальні для України урбан-парки (відкрито чотири в Харкові й один — найбільший у Європі — у ВДНГ у Києві), проводить Всеукраїнський форум вуличних культур, міжнародні й національні та локальні фестивалі та майстеркласи з вуличних культур  Під час повномасштабного російського вторгнення створює у Львові для ВПО безкоштовні простори тимчасового житла та соціалізації URBAN CAMPS, займається допомогою мирним мешканцям і військовим. Разом з ГО «Міські реформи», данською ГО “Game” і мережею молодіжних просторів “ТВОРИ” та Львівською міською радою розробили та втілюють концепцію молодіжного урбан кемпу/центру в закинутому палаці культури Залізничного району Львова. Під час повномасштабного російського вторгнення створили в Харкові волонтерський гуманітарний штаб, який надає гуманітарну допомогу мешканцям деокупованих територій Харківської та Донецької областей, ВПО, що евакуювалися в Харків, і малозабеспеченним харків’янам.
Брала участь у розробці Закону України «Про основні засади молодіжної політики», який вводить поняття “вулична культура” в українське законодавство, передбачає створення «Українського молодіжного фонду», дозволяє підтримку вуличних культур на державному, регіональному та місцевому рівнях.
Співзасновники грантової програми підтримки вуличних культур в Україні в партнерстві з Українським культурним фондом в програмі "Культура+" (Лот 1. "Вуличні культури").
Співзасновник і голова ГО «Центр вуличних культур» Єгор Матюхін входить до складу Ради з молодіжних питань при Президентові України, є радником Міністра молоді та спорту України.

## Історія
З 2008 року співзасновники організації Єгор Матюхін, Валерій Бичков та Віктор Чулановський були бі-боями і займалися брейкінгом. В Харкові вони створили хіп-хоп організацію KCB (Kharkiv city breakers) та команду з брейкінгу Х-Makers, заснували однойменну школу для дітей, брали участь у світових чемпіонатах. У 2009-2017 роках  проводили чемпіонат «Битва Харкова» (відбірковий етап до світового батлу з брейку Warsaw Challenge), у 2010-2021 роках — хіп-хоп-фестиваль Breakidz (відбірковий етап на світовий баттл Battle Pro), у 2008-2013 роках — чемпіонат світу з брейку Jam Master International (проходив до 2014 року, заморожений через війну).
В 2014 році міжнародні партнери почали масово відмовлятися від участі в українських івентах, тому KCB зосередилися на відкритті у Харкові Брейкданс-центру — молодіжного центру хіп-хоп культури. У 2015 році створили ГО «Центр вуличних культур», реалізували проєкт Breaking Culture: 24 хіп-хоп перформанси у парках Харкова, графіті-джеми та фестиваль Breakidz International.
У 2016 році почалася співпраця з Харківської міською радою: створена програма розвитку вуличних культур Харкова 2016−2021 і проведені перші Фестиваль вуличних культур і Форум вуличних культур. У 2019 році у співпраці з ГО «Міські реформи» і Харківської міської ради відкрився перший в Україні урбан-парк — у Молодіжному парку у Харкові. Згодом організація й мерія створили ще три урбан-парки: на бульварі Юр’єва, у Холодногірському сквері та урбан-парк “Салтівка”. У 2020 році ГО «Центр вуличних культур» і ГО «Міські реформи» запросили взяти участь у створенні в межах президентських програм «Велике будівництво» і «Здорова Україна». першого урбан-парку в Києві — він відкрився у 2021 році на території ВДНГ.
В рамках президентської програми “Велике будівництво” у 2022 році було заплановано створення 30 урбан-парків у 30 містах України із залученням ГО «Центр вуличних культур», але програму було припинено через російське вторгнення.
ГО «Центр вуличних культур» також брав участь у розробці нормативних актів Міністерства молоді та спорту та Стратегії розвитку молоді у 2020-2025 рр., брали участь у розробці Закону про основні засади молодіжної політики (стаття 1, № 1414-ІХ від 27.04.2021 р.). Закон вводить нові поняття «молодіжна політика», «молодіжний працівник», «молодіжний центр», «вулична культура» та багато інших. Крім того, він передбачає створення «Українського молодіжного фонду» на прикладі успішної роботи «Українського культурного фонду».
17 січня 2022 року голова громадської організації «Центр вуличних культур» Єгор Матюхін увійшов у склад Ради з молодіжних питань при Президентові України.
У 2021 році Єгор Матюхін став радником Міністра молоді та спорту України.
З початком повномасштабного вторгнення ГО «Центр вуличних культур» поєднує громадську роботу і волонтерство. Концепція урбан-кемпів була перероблена для створення на базі спортивних дитячих закладів, таборів та інших локацій urban camps — безкоштовних просторів тимчасового житла для ВПО. Перший Urban Camp побудований у Львові за місяць, неподалік залізничного вокзалу й з березня надав житло та допомогу 300 людям з 31 березня по 1 жовтня 2022 року.
На червень 2023 року заплановано відкриття ще одного львівського Urban Camp у приміщенні колишнього Будинку культури заводу ЛОРТА у Залізничному районі міста. Тут облаштують прихисток для сімей з дітьми, які втратили житло через війну та івент-простір для проведення заходів за участі переселенців й львів'ян.
Волонтерський штаб ГО «Центр вуличних культур», який об’єднав понад 100 волонтерів, займається доставкою продуктових наборів та іншої гуманітарної допомоги з Європи до Харкова й інших гарячих точок. Всього за чотири місяці допомогу отримали більше 75 000 людей.

## Головні проєкти

### Урбан-парки/центри/кемпи
Street Culture разом із ГО «Міські реформи», спираючись на думку громад, розробляють концепції урбан-парків та будують їх. Кожний урбан-парк складається з різних за напрямом локацій: корти для стрітболу, стрітфутболу та панна-футболу, паркур-траса, скалодром для болдерінгу, скейт-парк, памп-трек, майданчики для воркауту та стріт-денсу. В Харкові відкрито вже чотири урбан-парки: на бульварі Юр’єва, у Молодіжному парку, Холодногірському сквері та урбан-парк “Салтівка”.
“Ми прагнули створити у Харкові місце, де всі вуличні культури могли би об’єднатися і взаємодіяти одна з одною….. зійшлися на тому, що в кожному з дев’яти районів міста повинен з’явитися такий урбан-парк”.
Після успіху харківських урбан-парків Офіс Президента запросив команду Street Culture для створення урбан-парку в столичному ВДНГ. Він відкрився 12 вересня 2021 року і став найбільшим в Європі: побудовані бетоний скейтпарк, майданчики для стрітболу 3x3 і 5x5, панна футболу, паркуру, стріт-воркауту, дитячий майданчик з паркуром, воркаутом та іншими об’єктами для активного дозвілля, місця для гри в настільний теніс та занять з йоги. Під час відкриття урбан-парку Президент України Володимир Зеленський оголосив про створення національної програми відкриття урбан-парків у 30 містах України.
Також у Лисичанську був створений «Центр урбан культур „Дружба“», а у Харкові відкрито Breakdance Centre, який є хабом ГО «Центр вуличних культур».
У 2020 український журнал «Хмарочос» вніс урбан-парки Street Culture у перелік 15 найкращих урбаністичних проєктів десятиліття в Україні.

### Фестиваль вуличних культур
З 2016 року Street Culture проводить у Харкові найбільший у Україні Фестиваль вуличних культур. У 2016 році фестиваль відбувся на площі Свободи. В одному місці зібралися представники напрямів воркаут, брейкінг, паркур, ролерблейдінг, скейтбординг, bmx, трюковий самокат, стрітбол, діджеїнг. У 2017 та 2018 роках фестиваль відбувався на майданчику перед Харківським національним театром опери і балету ім. Лисенка, відомому місці зустрічі харківських представників вуличних культур. Тут проходили батли з воркауту, райдер-культури, стрітболу, стрітфутболу, паркуру, брейкдансу, графіті, стріт-арту та інших вуличних культур.
У 2019 році фестиваль змінив вектор розвитку, й організатори вирішили влаштувати його не в центрі, а у трьох різних локаціях міста, просуваючи вуличні культури у “спальних районах”.
У 2020 році під час пандемії коронавірусу фестиваль відбувся у п’яти районах Харкова і віртуально — у нещодавно відкритому урбан-парку.
У 2021 році фестиваль вперше відбувся в Києві, у відкритому напередодні урбан-парку на ВДНГ — подію відвідали Президент України Володимир Зеленський та Президент Міжнародного Олімпійського комітету Томас Бах та понад 25 000 гостей. Кращі атлети України брали участь у змаганнях і батлах — чемпіонаті з брейк-денсу, батлах скейтбордистів і паркурників, змагання на майданчику для воркауту та футболу 3x3, фіналі стрітбольної ліги.

### Форум вуличних культур
Всеукраїнський форум вуличних культур, який проводиться з 2016 року, є місцем зустрічі лідерів і експертів вуличних культур з України та інших країн. Метою форума є створення спільних проєктів та ініціатив, розвиток української спільноти вуличних культур, налагодження зв’язки з однодумцями в інших країнах і центральною та місцевою владою в Україні. Наприклад, після проведення першого форуму у 2016 році Street Culture та Харківська мерія спільно розробили програму розвитку вуличних культур у Харкові на 2016-2021 роки. У 2020 році мерія продовжила програму ще на 5 років.
Форум відбувається щороку. Він став всеукраїнською платформою для неформальної освіти у сфері вуличних культур, яка отримала власну назву Street Culture Academy. Також форум став прикладом для засновників щорічної Ghetto Conference у Латвії, де Street Culture є постійними резидентами та представниками України у міжнародній спільноти вуличних культур.
У 2021 році під час пандемії коронавірусу форум частково проходив в онлайні. Форум 2022 року планується провести у Львові.

### Промоція вуличних культур
Вперше в Україні у 2020 році Street Culture розробили і впровадили у партнерстві з Українським культурним фондом (УКФ) грантову програму підтримки вуличних культур "Лот “Вуличні культури”, яка має допомогти спільнотам вуличних культур: вони отримують фінансову й інформаційну підтримку своїх ініціатив, проходять навчання, обмінюються досвідом і об'єднують ініціативи для спільної роботи. Загальний бюджет лоту в 10 млн грн був розподілений між найкращими ідеями з усієї країни: від відеороликів та графіті до фестивалів і батлів вуличних культур. Такої цільової підтримки від держави вуличні культури ще не отримували ніде у світі. Було подано більше 300 заявок з усіх регіонів України (окрім окупованого Криму).
З 1 листопада Street Culture разом з Міністерством молоді та спорту України розпочали акцію «Будь у просторі здоров’я» для молодіжних центрів, активістів вуличних культур й молоді у різних містах України. Встигли відвідати 10 міст, після чого тур був припинений через початок російського вторгнення.

### Розвиток нових видів спорту
У 2020 році Street Culture надали в Міністерство молоді та спорту документи для визнання олімпійського брейкінгу як окремого виду спорта — він вже входить до програми Олімпійських Ігор 2024 року. Реєстрація завершилася успішно в листопаді 2021 року.
З 2022 року українські bboys і bgirls успішно завойовують рейтингові бали для кваліфікації нашої збірної з брейкінгу на Олімпійські ігри — на турнірі у Монпельє (Франція) Олександр Гатин-Лозинський, один із сьоми учасників від України виборов бронзу. На змаганнях в Мадриді бронзову медаль здобула харків’янка Анна Пономаренко. Ці результати вже дають українцям хороші шанси потрапити на Олімпіаду в Парижі.
У 2023 році на Чемпіонат Європи з брейкінгу в Альмерії (Іспанія) від України поїхало 7 бі-герл і 11 бі-боїв. Анна Пономаренко (Stefani) посіла 2 місце і кваліфікувалася на Європейські ігри-2023 у Кракові (Польща), які відбудуться 21 червня-2 липня. Переможець цього турніру автоматично потрапить на Олімпіаду-2024 в Парижі (Франція).
В планах — реєстрація як окремих видів спорту паркуру, скейтбордингу, серфінгу, BMX, котрі вже входять в програму Олімпійських Ігор 2024 і 2028 років.

### Інші події
Street Culture проводить самостійно або в партнерстві міжнародний хіп-хоп фестиваль BREAKIDZ, райдер-джем “Компліт”, стріт-воркаут батл «Ukrainian Workout Battles», фестиваль паркуру «Prokach dayz» та інші фестивалі.